# Майдич, Петра
Пе́тра Ма́йдич (словен. Petra Majdič, род. 22 декабря 1979 года в Доле-при-Любляне, Словения, СФРЮ) — словенская лыжница, призёр Олимпийских игр и чемпионатов мира в спринтерских гонках. Специализировалась в спринтерских гонках классическим и свободным стилем.
Обладательница Кубка мира в зачёте спринта сезонов 2007/08 и 2008/09, заняла второе место в общем зачёте Кубка мира в сезоне 2008/09. За карьеру в 2006—2010 годах одержала более 15 побед на этапах Кубка мира, при этом только 1 из них — в дистанционных гонках.
Трижды (2006, 2007 и 2009) признавалась лучшей спортсменкой года в Словении. По итогам 2010 года была признана женщиной года в Словении по итогам опроса читательниц старейшего женского журнала страны Jana. Звание спортсменки года в Словении в 2010 году Майдич уступила двукратной вице-чемпионке ванкуверской Олимпиады горнолыжнице Тине Мазе.

## Олимпиада-2010 в Ванкувере
До Олимпиады 2010 в Ванкувере Майдич 4 раза входила в 10-ку лучших на Олимпийских играх в 2002 и 2006 годах, но ни разу не сумела подняться выше 6-го места.
В Ванкувере впервые в программу Игр был включён личный спринт классическим стилем. Майдич считалась одной из главных фавориток. На разминке перед квалификацией Майдич вылетела с трассы, упала в 3-метровый овраг и врезалась в дерево, повредив рёбра. Организаторы разрешили Майдич стартовать в конце квалификации, несмотря на то, что она должна была бежать третьей из 54 участниц.
В квалификации Майдич показала 19-е время и прошла в четвертьфинал. После финиша Майдич упала на снег, корчась от боли. По результатам экстренного обследования врачи заявили Майдич, что у неё всего лишь сильный ушиб и гематома. Четвертьфинальный забег Петра выиграла и прошла в полуфинал. В своём полуфинале Петра заняла только 4-е место из 6 лыжниц, но была последней отобрана в финал по лучшему времени. В финале, на старт которого Петру выводил врач словенской сборной, Майдич сумела занять третье место после Марит Бьёрген и Юстины Ковальчик и выиграть бронзу. После финиша обессиленную и травмированную Майдич пришлось приводить в себя бригаде медиков, словенку, которая находилась в полуобморочном состоянии, с арены унесли на руках.
С «цветочной» церемонии награждения Майдич увезли на инвалидной коляске, после чего она была доставлена в клинику Ванкувера на вертолёте. После сделанного рентгена выяснилось, что во время падения на разминке у Майдич было сломано 4 ребра, кроме того у спортсменки было повреждено лёгкое. С этими повреждениями Петра провела все 4 спринтерских гонки. Вечером на «медальной» церемонии награждения словенку на пьедестале за руки поддерживали врачи. Бронза Майдич стала для Словении первой в истории олимпийской медалью в лыжных гонках и пятой в истории страны на зимних Олимпийских играх (первые четыре медали также были бронзовыми).
Вечером того же дня Майдич заявила в интервью: 

«Мне пришлось выдержать три часа сильнейшей боли, и она все еще продолжается. Соперницы подходили ко мне и говорили, что я заслужила эту победу. Думаю, если бы я пришла четвертой, то не пережила бы это. Олимпийские игры для меня закончены и сезон, пожалуй, тоже».
 После финиша Майдич сказала, что её медаль — «золото, инкрустированное маленькими бриллиантами».
Через два дня после гонки Майдич указом Президента Словении Данила Тюрка была награждена Золотым орденом за заслуги. По окончании ванкуверской Олимпиады оргкомитет Игр присудил словенке награду памяти Терри Фокса за мужество и волю к победе. Этой же награды была удостоена канадская фигуристка Джоанни Рошетт.

## Государственные награды
- Золотой Орден «За заслуги»[словен.] (2010) — за выдающиеся спортивные достижения, мужественный поступок, самоотверженность и завоевание бронзовой медали на зимних Олимпийских играх 2010 года в Ванкувере[7].
- Медаль «За заслуги» (2009) — за большие достижения в области спорта[8].